# Unknown Road
Unknown Road jest drugim, pełnym wydawnictwem punkrockowego zespołu Pennywise, które ukazało się w roku 1993. W porównaniu z poprzednim krążkiem długogrającym, zatytułowanym Pennywise, płyta ta odniosła spory sukces, jednak nie zdołała znaleźć się w zestawieniu pisma "Billboard Magazine".

## Lista utworów
1. "Unknown Road" – 2:46
2. "Homesick" – 2:17
3. "Time To Burn" – 2:19
4. "It's Up To Me" – 3:16
5. "You Can Demand" – 2:17
6. "Nothing" – 2:33
7. "Vices" – 2:03
8. "City Is Burning" – 2:12
9. "Dying To Know" – 3:04
10. "Tester" – 3:14
11. "Try To Conform" – 2:40
12. "Give And Get" – 2:01
13. "Clear Your Head" – 15:44

Album zawiera także ukrytą ścieżkę – "Slowdown". Piosenka zlokalizowana jest po kilku minutach ciszy, które następują po trzynastym utworze.
Motyw na pianinie, który otwiera tę płytę jest wykorzystany także w albumie Full Circle z roku 1997. Występuje tam jako ukryta ścieżka. Jest to hymn dla zmarłego tragicznie w roku 1995 wieloletniego członka Pennywise Jasona Matthewsa Thirska.

## Skład zespołu
- Randy Bradbury – Gitara basowa
- Jason Thirsk – Gitara basowa
- Byron McMackin – Perkusja
- Donnell Cameron – Inżynier
- Fletcher Dragge – Gitara elektryczna
- Fred Hidalgo – Projekt okładki i zdjęcia
- Jim Lindberg – Wokal
- Joe Peccerillo – Produkcja
- Doug Sax – Mastering